# Довге (Тупичівська сільська громада)
До́вге — село в Україні,  у Тупичівській сільській громаді Чернігівського району Чернігівської області.

## Історія
У 2019—2020 роках село перебувало у складі Вихвостівської сільської громади.
12 червня 2020 року, відповідно до розпорядження Кабінету Міністрів України № 730-р «Про визначення адміністративних центрів та затвердження територій територіальних громад Чернігівської області», Івашківська сільська рада об'єднана з Тупичівською сільською громадою.
19 липня 2020 року, в результаті адміністративно-територіальної реформи та ліквідації Городнянського району, село увійшло до складу Чернігівського району.